# Karel Sládek
Karel Sládek (* 23. května 1973, Chrudim) je český včelař, přírodovědec a teolog.

## Život
Vystudoval fyzickou geografii na Přírodovědecké fakultě Univerzity Karlovy v Praze, následně filosofii a teologii na Filosofické fakultě a Teologické fakultě Papežské univerzity Urbaniána v Římě. Doktorské studium absolvoval na Katolické teologické fakultě Univerzity Karlovy v Praze obhajobou disertační práce s názvem Vladimír Solovjov: mystik a prorok. Habilitoval se z katolické teologie na Cyrilometodějské teologické fakultě Univerzity Palackého v Olomouci, kde obhájil habilitační práci s názvem Nikolaj Losskij: obhájce mystické intuice.
Od roku 2013 působí jako odborný asistent spirituální teologie se zaměřením na východní teologii na Katolické teologické fakultě Univerzity Karlovy v Praze. Je jedním ze zakladatelů Centra Pro Oriente Christiano při Katolické teologické fakultě Univerzity Karlovy v Praze. Je vedoucím Centra pro aplikovanou etiku, kde je zodpovědným za sekci environmentální etika. Garantuje obor Aplikovaná etika na téže fakultě.
Pedagogická činnost zahrnuje přednášky ze spirituální teologie, východního křesťanství a environmentální etiky.
Je též děkanem Fakulty zdravotnických studií na Univerzitě Pardubice
Je vyučeným včelařem a členem Pracovní společnosti nástavkových včelařů CZ a Mendelovy společnosti pro včelařský výzkum, z.s. Dále je členem CZ-IALE: České společnosti pro krajinnou ekologii.

## Dílo

### Odborné monografie v českém jazyce
- Ekologická spiritualita a etika Praha 2019
- Budoucnost lidí z planety Země Jablonec nad Nisou 2017
- Na cestě s Jackem Kerouacem Jablonec nad Nisou 2016
- Včela chrudimská Červený Kostelec 2015
- Ruská menšina a česká společnost Ostrava 2014
- Mystická teologie východoslovanských křesťanů Červený Kostelec 2010.
- Ruská diaspora v České republice Červený Kostelec 2010
- Vladimír Solovjov: mystik a prorok. Osobnost a dílo Vladimíra Solovjova pohledem (nejen) české reflexe. Olomouc: Refugium Velehrad-Roma, 2009 ISBN 978-80-7412-021-3

### Kolektivní monografie
- Karel Sládek, Viliam Kopecký, Spiritualita a psychosomatika, Červený Kostelec 2017
- Karel Sládek a kol., Krása spasí svět, Červený Kostelec 2016
- Karel Sládek, Evžen Báchor, Včelí úly Praha 2016
- Květoslav Čermák, Karel Sládek a kol. Ekologie chovu včel, Červený Kostelec 2016.
- Karel Sládek a kol., O Filokalii, Červený Kostelec 2014
- Karel Sládek a kol., Řeckokatolická církev v českých zemích, Červený Kostelec 2014
- Karel Sládek a kol., Křesťanství a islám v liberálním státu, Červený Kostelec 2012
- Karel Sládek a kol., Monoteistická náboženství a stát. Červený Kostelec 2009

### Cizojazyčné kapitoly v monografiích a odborné články
- A Theological Reflection on the Face of God in Iconography, in Mireia Ryšková (ed.). Seeking God’s Face. Praha 2018, s. 127-136.
- Distorted Transcendence: Vladimir Solovyov and the Mystical Struggle, in Mireia Ryšková (ed. Seeking God’s Face. Praha 2018, s. 305-315.
- Future Ethical Challenges as Portrayed in Science Fiction Films, Komunikacie 1a (2018), s. 27-31.
- Baroque character of Czech landscape in spiritual reflection, in Lucyna Rotter, Andrzej Giza (edds.). Krajobraz i dziedzictwo kulturowe Europy. Sacrum-profanum. Krakow: Avalon, 2017, s. 469-478.
- Spiritual development of Personality according to Nikolai Lossky, Studia Sandomierskie. Teologia-Filozofia-Historia 24 (2017), s. 163-170.
- Sophiology as a theological discipline according to Solovyov, Bulgakov and Florensky, in Bogoslovni vestnik. Theological Quarterly 1 (2017), s. 109-116.
- Different views on ‘Dispute over Sofia’ by Nikolay and Vladimir Lossky, in Michal Valčo, P. Kónya (ed.). Ethical Aspect of Contemporary Scientific Research. Lubljana 2017, s. 313-321.
- Ecumenical rebirth of Vladimir Solovyov after meeting with Bishop Strossmayer, in Diacovensia 2/2016, s. 321-329.
- Ecumenism of Russian intellectuals in the late 19th and early 20th century, in ET studies 7 (2016) 2, s. 329-339.
- The symbols of Mercy of God the Father in Western paintings and Eastern Icons, in Józef Marecki, Lucyna Rotter (ed.). Misericordia Domini. Kraków 2016, s. 275-283.
- Mysticism in the works of Leo Tolstoy and Friedrich Nietzsche according to Solovyov, in Stanislaw Sorys, Daniel Slivka (ed.). Rola religii w zglobalizowanym swiecie, Kraków 2016, s. 103-113.
- Paths to Theo-Humanity in the Work of Russian Thinkers of the 19th and 20th Century, in AUC Theologica 1 (2014), s. 115-132.
- Философско-богословские размышления о красоте в работах Николая Лосского, in Богословие красоты. Moskva: BBI, 2013, s. 199-208.
- Mystical Harmony of Nikolaj Losskij with Vladimír Hoppe, in E-Theologos [online], s. 173-179.
- The view of creation through the eyes of Vladimir Solovyov and Nikolai Lossky, in European Journal of Science and Theology, June 2010, Vol.6, No.2, s. 13-19.
- Mysticism  of the „Light“ in the Context of Hesychastic Prayer, in Roczniki teologiczno-pastoralne 3, Limanowa 2009, s. 18-24.

### Články v českém jazyce v odborných periodicích
- Městské včelaření v České republice, Životné prostredie 2 (2018), s. 99-101.
- Ekologický, estetický a posvátný rozměr krajiny, in Natural science, volume XLIII, 2016, Prešov 2016, s. 203-216.
- Symbolika včely v hagiografických vyprávěních, in Peter Tirpak, Peter Borza (ed.). Znak, symbol a rituál v dokumentech a listinách. Prešov 2016, s. 118-124.
- Chudí v „zelené encyklice“ Laudato si papeže Františka, in MKR Communio 4 (2015), s. 75-87.
- Teologická etika vybraných ruských pravoslavných myslitelů, in AUC Theologica 1/2010, s. 135-146.
- Spiritualita svátosti manželství v byzantském ritu, in Communio 2/2010, s. 102-118.
- Kerygmatická církev ve vzpomínkách Nikolaje Losského, in Studijní texty ze spirituální teologie IV. Duchovní život a kerygma, Velehrad 2010, s. 69-78.
- Hesychastická „modlitba srdce“ ruského Poutníka v české reflexi, in Parrézia 2-3/2008-2009, s. 117-133.
- Raný Solovjov a jeho náboženské hledání, in Kulturní, duchovní a etnické kořeny Ruska - portréty, Praha: Russia Altera, 2009, s. 231-256.
- Misie Cyrila a Metoděje v religionisticko-spirituálním významu, in Význam cyrilometodějství pro integraci slovanských národů do evropských struktur, Praha 2009, s. 3-14.
- Rubljova Ikona Trojice v kontextu spirituální teologie, in Akord, listopad 2009, s. 132-139.
- Starčestvo – duchovní otcovství na Rusi, in Communio 4/2009, s. 586-600.
- Lectio divina – pramen křesťanské spirituality, in Teologické texty 2009, č. 2, Ročník 20, s. 100-102.
- Křesťanská a buddhistická spiritualita – dialog v jinakosti, in Studia Theologica, 1/2009, s. 70-79.
- Židovská otázka v pojetí Vladimíra Solovjova, in Universum, 1/2009, s. 44-46.
- Svátostné kněžství Sergeje Bulgakova „podle řádu Melchisedechova“, in Communio, 2/2009, s. 152-162.
- Pavel Jevdokimov: jeho život a dílo, in Theologos, 2/2008, s. 74-86.
- Dva učedníci do Emauz: katolická a pravoslavná církev, in Dialog Evropa XXI, 3-4/2008, s. 42-46.
- Východiska pro (nejen) křesťanskou mystiku, in Teologické texty 2008, č. 2, Ročník 19, s. 20-22.
- Katolicko-pravoslavný dialog ve "světle" dokumentu z Ravenny, in Teologické texty 2008, č. 3, Ročník 19, s. 90.
- Ruská idea krásy, jež spasí svět, in Communio, 4/2008, s. 401-405.
- "Táborské světlo" v mystice východního křesťanství, in Communio, 2/2008, s. 163-172.
- Duchovní evoluce člověka u Nikolaje Losského, in Teologické texty 2007, č. 3, Ročník 18, s. 141-143.
- Solovjovovská bádání v českém prostředí, in Studia Theologica 29/2007, s. 31-47.
- N.O. Losskij a Československo, in Studia Theologica 23/2006, s. 45-61.
- Sofiologie a Vladimír Solovjov, in Teologické texty 2006, č. 3, Ročník 17, s. 145-147.
- Sublimace erotu v mystice Věčného Ženství u Vladimíra Solovjova, in Kulturní, duchovní a etnické kořeny Ruska: vlivy a souvislosti, Praha: Russia Altera, 2006, s. 173-185.
- Teologická symbolika ikonopisectví, in Akord, Revue pro literaturu, umění a život, Říjen, 2006, s. 410-417.
- Kosmické aspekty svátostí v pojetí V. Solovjova, in Teologické texty 2005, č. 4, Ročník 16, s. 144-146.
- Pohled na teorii evoluce očima Vladimíra Solovjova, in Theologická revue, 2/2005, Ročník 76, s. 180-187.